# انصهار جزئي

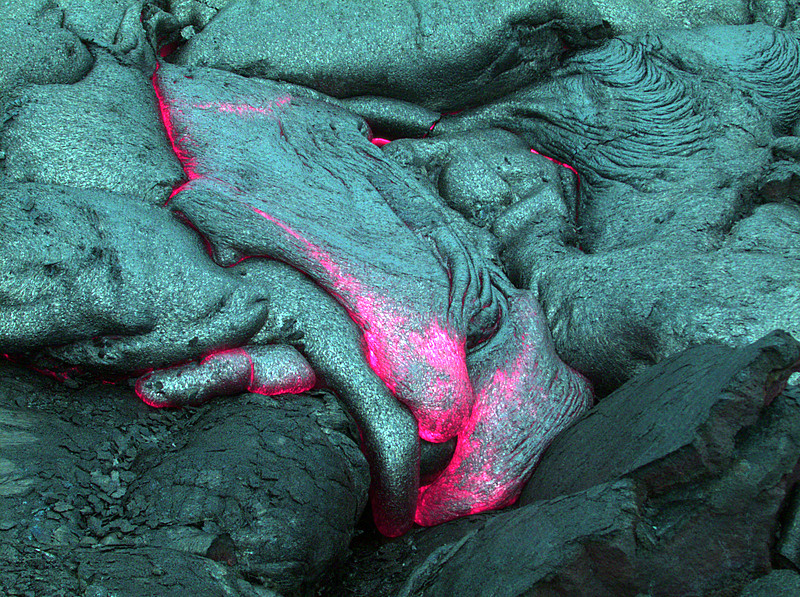
تدفق الحمم البركانية تحت الماء في هاواي

الانصهار الجزئي ظاهرة تحدث عندما يخضع الصخر إلى درجات حرارة مرتفعة بالشكل الكافي، الأمر الذي يؤدي إلى انصهار بعض المعادن المكونة للصخر، ولكن ليس جميعها. تعد عملية الانصهار الجزئي من العمليات المهمة في تشكل جميع الصخور النارية وفي بعض الصخور المتحولة وذلك وفق الدراسات الجيوكيميائية والجيوفيزيائية ودراسات علم الصخور.
هناك صلة وصل بين الانصهار الجزئي وبين تشكل الخامات، وذلك على هيئة توضعات خامات صهارية وهيدروحرارية، مثل الكروميت وكبريتيدات النيكل والنحاس، وبيغماتيت العناصر الأرضية النادرة والكمبرليت والكبريتيدات الكتلية ذات الأصل البركاني Volcanogenic massive sulfide ore deposit على سبيل المثال.